# John Weaver
Pour les articles homonymes, voir Weaver.

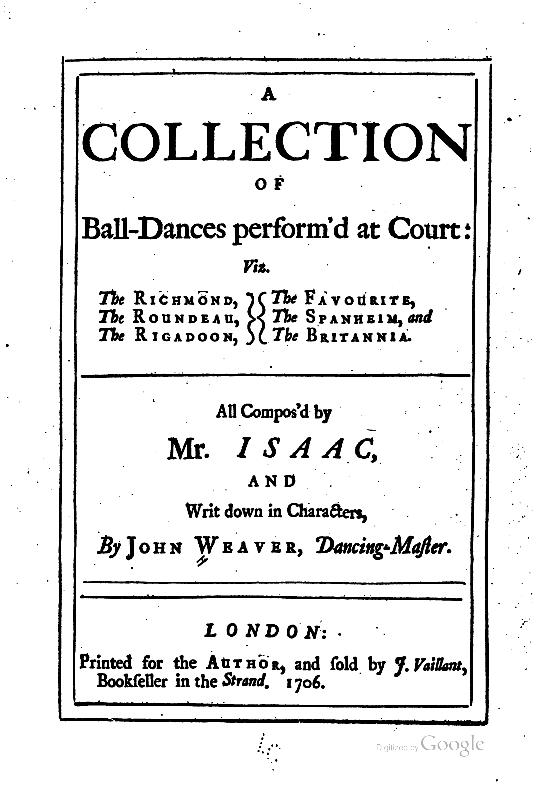
A Collection of Ball-dances... (1706)

John Weaver (Shrewsbury, 21 juillet 1673 - 24 septembre 1760) est un danseur et chorégraphe britannique, généralement reconnu comme le père de pantomime anglaise.
Son père, un maître à danser, l'incite à se rendre à Londres pour devenir maître de ballet. Weaver devient vite un spécialiste des rôles comiques et crée le premier ballet-pantomime burlesque, Tavern Bilkers (1702). Son ballet le plus sérieux, The Loves of Mars and Venus (1717), annonce déjà les théories que développeront plus tard Cahusac, Noverre et Angiolini.
Son œuvre écrite comprend une traduction de la Chorégraphie de Raoul Feuillet, sous le titre Orchesography (1706), ainsi que des ouvrages inédits :
- A Small Treatise of Time and Cadence in Dancing (1706)
- A Collection of Ball-Dances Performed at Court (1706)
- An Essay Towards a History of Dancing (1712)
- Anatomical and Mechanical Lectures Upon Dancing (1721)
- History of Mimes and Pantomimes (1727).

Fervent adepte du système Feuillet, Weaver est considéré comme le précurseur du ballet d'action.